# Vernieuwing (Grimbergen)
Vernieuwing is een lokale Vlaams-nationalistische politieke partij in de Belgische gemeente Grimbergen. De partij werd opgericht in 2012.

## Geschiedenis

### Gemeenteraadsverkiezingen 2012
Bij de gemeenteraadsverkiezingen van 2012 was Bart Laeremans lijsttrekker. Vernieuwing behaalde 6 zetels op 33. Er werd een coalitie gevormd van CD&V, Open Vld en Groen.

### Gemeenteraadsverkiezingen 2018
Bij de gemeenteraadsverkiezingen van 2018 was Bart Laeremans lijsttrekker en kandidaat-burgemeester. Vernieuwing werd de grootste partij met 8 op 33 zetels en 21,9% van de stemmen. Een voor Vernieuwing verkozen gemeenteraadslid bleek lid te zijn van Vlaams Belang en ging als onafhankelijke zetelen.
Vernieuwing, Open Vld en N-VA vormden een coalitie. Chris Selleslagh (Open Vld) werd burgemeester, ondanks het feit dat hij 2,9 maal minder voorkeurstemmen had verkregen dan Laeremans en zijn partij twee zetels minder had behaald dan Vernieuwing. Via een motie van wantrouwen werd Laeremans in juni 2022 uiteindelijk wel burgemeester. Coalitiepartijen Vernieuwing en N-VA wisselden Open Vld in voor CD&V na onenigheid over het Jumbo-project.

### Gemeenteraadsverkiezingen 2024
Bij de gemeenteraadsverkiezingen van 2024 behaalde Vernieuwing onder leiding van Bart Laeremans 22% van de stemmen en verkreeg 8 op 33 zetels. De coalitie met cd&v MAX en N-VA werd voortgezet.